# Número de budistas en el mundo

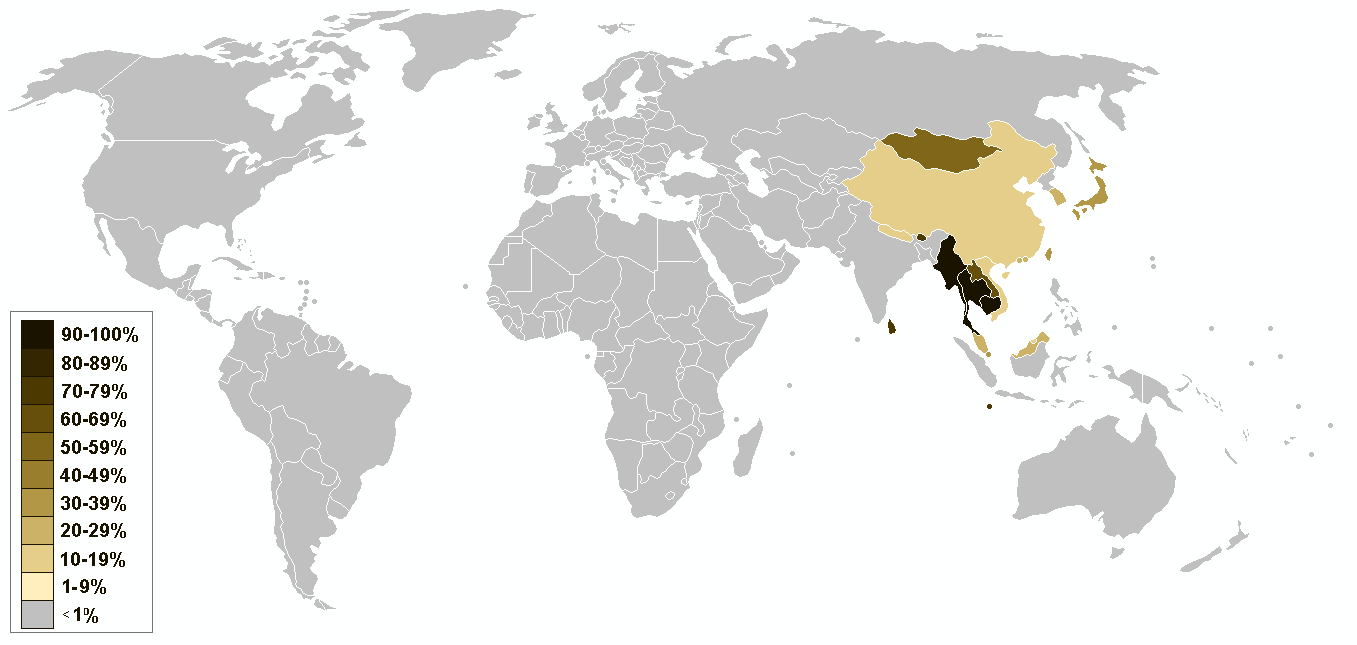
Porcentaje de adhesiones culturales/nominales al Budismo en combinación con sus religiones relacionadas (según las estimaciones más altas).

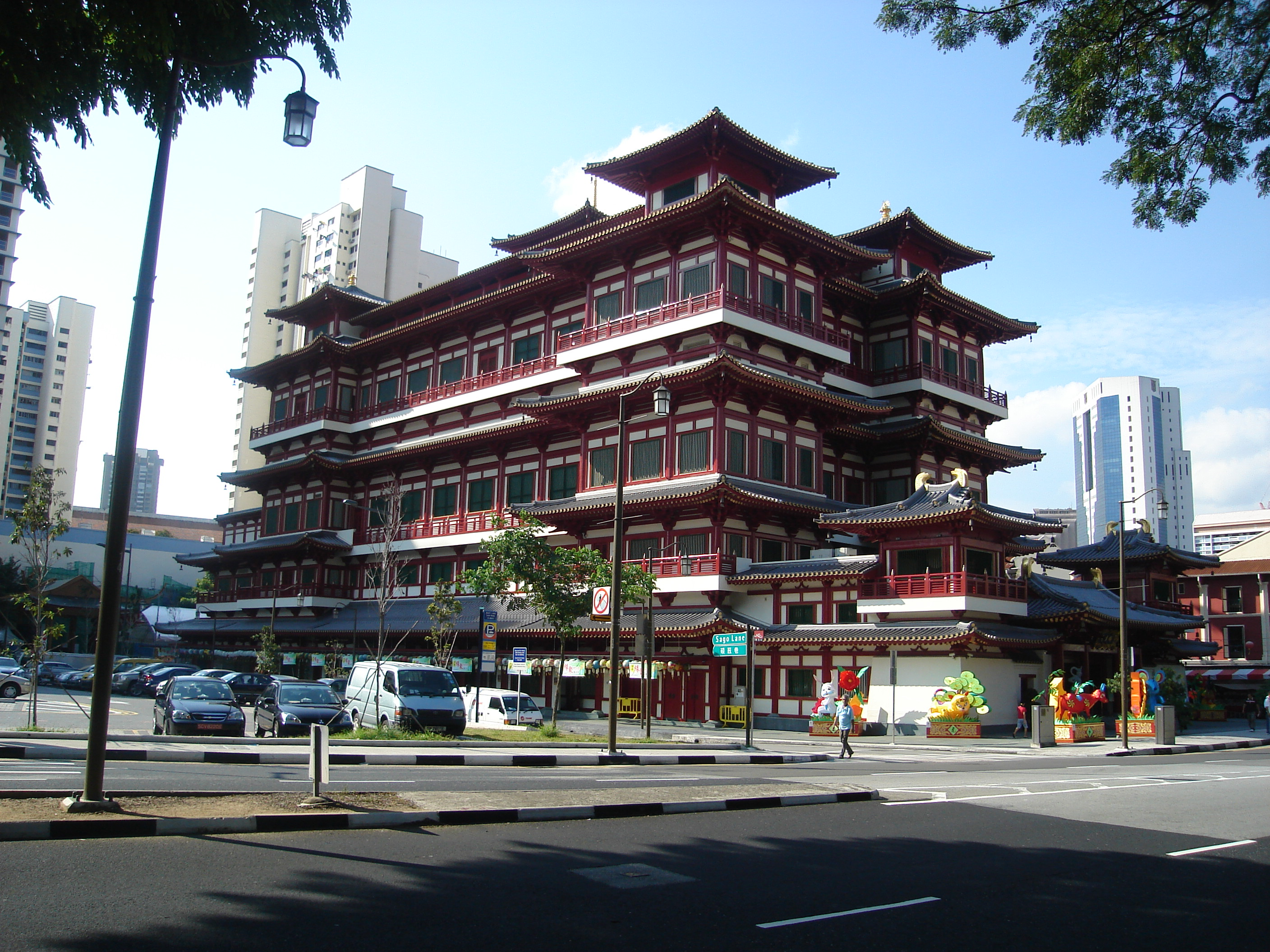
Templo budista en Singapur.

Desde la década de 2010, el número de budistas en el mundo se estima en alrededor de 500 millones, con estimaciones que van desde los 488 millones a los 535 millones: entre un 6 y un 7% de la población mundial, respectivamente. Esto hace del budismo la cuarta religión más grande del mundo después del cristianismo, el islam y el hinduismo.

Definir el número exacto de budistas presenta algunas dificultades. En algunos países el budismo se practica de forma conjunta o simultánea con otras religiones. En casos como China, Japón o Vietnam, donde la mayoría de la población reporta no pertenecer a ninguna religión, el budismo como filosofía y sistema ético tiene una fuerte influencia cultural, social y política.

El Buda gigante de Kamakura. Japón.

## Asia
La mayoría de los budistas están en Asia. Para obtener una cifra precisa acerca del número de budistas a nivel mundial, la principal dificultad es dar una estimación adecuada sobre China, el país de mayor población en el mundo. El budismo posee un importante arraigo histórico en ese país, que sin embargo es en la actualidad un Estado oficialmente ateo, en el que además se practica una religión popular tradicional muy heterogénea y sincretista que incluye elementos budistas, entre otros.
Un estudio del Global Center for the Study of the Contemporary China realizado en el 2005 revela la poca fiabilidad de los datos sobre el budismo en ese país, a la vez que señala como el 52% de los chinos todavía entonces rehusaba contestar a preguntas directas sobre su afiliación religiosa. Teniendo esto en cuenta, mientras que en 1995 solo un 2% admitía abiertamente pertenecer a alguna religión, en el 2005 lo hizo el 5%. De ese último porcentaje, un 23% admitía ser budista.
El budismo es mayoritario en Bután, Myanmar, Camboya, Japón, Laos, Mongolia, Singapur, Sri Lanka, Taiwán, Tailandia y Vietnam.,
 Además lo es en las regiones chinas de Hong Kong, Macao y Tíbet.
Existen importante minorías budistas en Corea del Norte, Corea del Sur, India, Nepal y Rusia.
En algunos de estos países, como Japón y Vietnam, el budismo es la religión más practicada y aparece en las encuestas como la segunda actitud hacia la religión después de la irreligiosidad. Sin embargo, en ambos casos, el budismo así como las tradiciones espirituales indígenas (sintoísmo y religión tradicional vietnamita) siguen permeando e influenciando a la población en general y buena parte de los habitantes realiza a lo largo de su vida prácticas espirituales de origen budista sin sentirse adheridos a un credo específico. 
En el caso de China algunos reportes similarmente mencionan que la mayoría de la población (alrededor del 73%) es irreligiosa y 18% es budista, aunque como en el caso de Japón suele entenderse culturalmente el ser budista como participante activo. Debido a su población, aun siendo 18% China sería el país con más budistas en el mundo siendo más de 290 millones.
Otro estudio de 2014 del China Family Panel Studies, en lugar de preguntar la adhesión a una religión preguntó sobre la creencia en figuras religiosas (Buda y bodhisattvas, Dioses taoístas, Alá, el Dios  de los católicos, el Dios de los protestantes, Ancestros, ninguno de los anteriores). 15,8% de la población declaró su creencia en Buda. Si se toma esta definición como budista, eso daría unos 217 millones de budistas chinos.
La escuela budista más practicada es la Mahayana con un estimado de 360 millones, la Theravada sigue con 150 millones y la Vajrayana cuenta un estimado de 18 millones. La tradición Mahayana se extiende principalmente por países del norte de Asia por lo que a menudo es llamado "budismo nórdico", presente principalmente en China, Taiwán, Japón, Vietnam y Corea. La corriente Theravada es a su vez denominada en ocasiones "budismo del sur" y es más común en Indochina, especialmente Birmania, Tailandia y Camboya. La Vajrayana se sigue en Bután, Mongolia, Tíbet, Kalmukia y por la escuela Shingon de Japón.

## Occidente
Kalmukia (un sujeto federal ruso) es la única región de Europa donde el budismo es mayoría.
En Occidente el budismo tiene buena implantación en Estados Unidos con unos 6 millones de seguidores, y en Europa con 2 millones. Se estudia además como especialidad en los principales centros universitarios, y en la mayoría de países laicos está reconocida como religión por el estado. Excepciones ocurren en países como España en donde no hay estudios universitarios ni cifras oficiales, ni tampoco apenas conocimiento ni cultura sobre otras religiones diferentes de las judeocristianas.[cita requerida] En este tipo de países existe una situación de confesionalidad encubierta, en donde no se atiende a la existencia de otras religiones aunque se las respeta. Este fenómeno existe también otros países en donde tradicionalmente la religión mayoritaria influye en la aplicación de la Constitución en esos países.
En América Latina, los países con mayor implantación son Argentina en donde está reconocida por el Estado, así como también se goza de reconocimiento por el Estado en Panamá, Costa Rica, México y Brasil.

## Oficialidad
El budismo es la religión oficial en Birmania, Bután, Camboya y Tailandia
En Sri Lanka, Laos, Kalmukia y Mongolia no es oficial pero se le menciona constitucionalmente como teniendo un estatus especial o histórico.

## Minorías budistas
Importante minorías budistas existen en países como Rusia, donde es reconocida como una de las religiones tradicionales de Rusia al lado de la Iglesia Ortodoxa, el Islam y el judaísmo. El budismo, principalmente lamaísta, es mayoritario en algunas regiones mongolas de Rusia como Kalmukia. 
En India, lugar de nacimiento del budismo, existe una importante minoría budista. El budismo si bien fue mayoritario en India (bajo los emperadores como Asoka), decayó tras la invasión islámica, aunque vio un resurgimiento con predicadores de castas bajas en los años sesenta. Tres de las cuatro ciudades santas budistas; Sarnath, Kushinagar y Bodh Gaya están en India. 
En Nepal el budismo es la segunda religión más importante. Una larga tradición existe siendo en Lumbini, una ciudad nepalí, donde nació Buda. 
También hay minorías budistas importantes en Indonesia y Malasia de larga tradición. En Indonesia, muchos budistas fueron masacrados, asesinados, mujeres violadas, etc. durante los pogromos contra la población china.
En Chile también existe esta minoría, guiada por el Venerable Lama Gendun Yarphal, de linaje Gelug directo de su santidad el actual XI Dalái lama Tenzin Gyatso, quien hasta la actualidad ha sido su guía espiritual.
En Colombia también hay una minoría budista y sus practicantes siguen diferentes tradiciones tanto zen, tibetana, chan entre otras.Una de las comunidades con mayor proyección es la comunidad Camino del Dharma que es guiada por el Rev. Zheng Gong Shakya y el Rev. Zheng Xian Shakya pertenecientes a un linaje Chan.

## Tabla de diez países más budistas por población
| País             | Estimada población budista | % del total de la población    | % de budistas |
| ---------------- | -------------------------- | ------------------------------ | ------------- |
| China            | 244,130,000                | 18.2%                          | 50.1%         |
| Tailandia        | 64,420,000                 | 93.2%                          | 13.2%         |
| Japón            | 45,820,000                 | 36.2%                          | 9.4%          |
| Myanmar          | 38,410,000                 | 87.90%                         | 7.9%          |
| Sri Lanka        | 14,450,000                 | 70.2%                          | 3.0%          |
| Vietnam          | 14,380,000                 | 16.4%                          | 2.9%          |
| Camboya          | 13,690,000                 | 96.9%                          | 2.8%          |
| Corea del Sur    | 11,050,000                 | 22.9%                          | 2.3%          |
| India            | 9,250,000                  | 0.8%                           | 1.9%          |
| Malasia          | 5,010,000                  | 19.8%                          | 1.0%          |
| Subtotal         | 460,620,000                | (% del total) 15.3%            | 94.5%         |
| Subtotal mundial | 26,920,000                 | (% resto de la población) 0.4% | 5.5%          |
| Total mundial    | 487,540,000                | 7.1%                           | 100%          |